# Navadna čeladnica
Navadna čeladnica (znanstveno ime Scutellaria galericulata) je trajnica iz družine ustnatic.

## Opis
Odrasla rastlina zraste v višino med 20 in 45 cm, izjemoma pa celo do 80.
Ima modre cvetove, dolge med 1 in 2 cm. Rastejo v parih, vsi cvetovi pa rastejo na isti strani stebla.
V Sloveniji cveti od junija do avgusta, uspeva pa na vlažni podlagi.